# Operación Marte
La operación Marte (en ruso: Oперация Марс), también llamada Segunda Ofensiva del Rzhev-Sychovka, fue una ofensiva lanzada por la Unión Soviética contra las fuerzas de la Alemania Nazi durante la Segunda Guerra Mundial. Se ejecutó el 25 de noviembre de 1942, en un saliente alemán al oeste de Moscú. Durante la ofensiva se sucedieron una serie de duros enfrentamientos que luego serían conocidos como las batallas de Rzhev, por desarrollarse entre Rzhev, Sychovka y Viazma. A pesar de las fuertes bajas teutonas sufridas entre enero de 1942 y marzo de 1943, no se logró cumplir el objetivo final, que era la liberación de Smolensko. Las batallas fueron conocidas como «la picadora de carne de Rzhev» (Ржевская мясорубка) por las enormes pérdidas soviéticas.
En la operación participaron dos frentes (grupos de ejércitos) soviéticos: el Frente Oeste y el Frente de Kalinin, coordinados por Gueorgui Zhúkov. En consecuencia, la propaganda soviética confundió a los alemanes ya que al tener información de la operación Marte, ellos no tomaron medidas excesivas para repelerla.
Estudios posteriores sostienen que el objetivo de esta operación era liberar Smolensko y penetrar profundamente el flanco izquierdo del Grupo de Ejércitos Centro alemán. Según Beevor, datos como la asignación de munición de artillería a los diferentes frentes y el hecho de que al parecer detalles de la ofensiva de Rzhev fueran filtrados deliberadamente a los servicios de inteligencia alemanes sugieren que la operación Marte era fundamentalmente una estratagema de distracción. Sin embargo, Gareev cita información de que el comando en jefe soviético "filtró" específicamente información sobre la preparación de la ofensiva cerca de Rzhev para desviar la atención del enemigo de las direcciones principales de los ataques.

## Bajas
- Soviéticas: Entre 70 374 muertos y 145 300 heridos,[3] y 100 000 muertos y 235 000 heridos.[4]
- Alemanas: 40 000 hombres.

## Carnicería de Rzhev
La batalla de Rzhev resultó ser uno de los episodios más sangrientos del frente oriental. Cuando los alemanes se apoderaron de Rzhev el 14 de octubre de 1941, en Moscú se proclamó el estado de asedio, ya que eran pocos los obstáculos que quedaban en el camino de los alemanes hacia la capital de la Unión Soviética. Las tropas del enemigo no lograron tomar Moscú y se vieron obligadas a retroceder unos 150-200 kilómetros. Entonces Rzhev se convirtió en el escenario de violentas batallas. La ciudad era como un trampolín para los alemanes que esperaban reanudar el asedio de la capital rusa, ya que la ciudad de Rzhev era el principal punto del frente más cercano a Moscú. Sólo al liberar Rzhev, las tropas soviéticas consiguieron dejar a la capital fuera de peligro.
Cientos de miles de soldados soviéticos, extenuados por la contraofensiva de invierno, emprendieron la ofensiva. En la primera etapa de la operación la parte rusa contaba con 1,9 millones de personal militar, 3300 carros de combate y 1100 aviones, mientras que en la batalla de Stalingrado participaron 1,1 millones de personas, 1500 carros y 1300 aviones.
Los alemanes concentraron también un gran número de efectivos alrededor de Rzhev: dos tercios del grupo de ejércitos de la zona Centro (una sexta parte de todas las tropas del frente Oriental), incluidas las divisiones de élite de la Wehrmacht (fuerzas armadas en alemán): la Grossdeutschland y la Das Reich. El general Model encabezaba la defensa de la ciudad por parte de los tudescos.

## Soldados soviéticos del Frente Oeste
(Advertencia: Los siguientes parágrafos hacen mención a operaciones posteriores a la Operación Marte).
Desde enero hasta abril de 1942 las tropas soviéticas estuvieron atacando las posiciones del enemigo sin ningún éxito. En julio y agosto del mismo año emprendieron una nueva ofensiva, pero no alcanzaron su objetivo. En el periodo que va de noviembre hasta diciembre del mismo año, el Ejército Rojo volvió a realizar una ofensiva, esta vez encabezada por Zhúkov. En el marco de la operación Marte las tropas intentaron rodear a los alemanes, pero tampoco tuvieron éxito.
Una de las más impresionantes descripciones de la batalla de Rzhev la hizo uno de los participantes de estos acontecimientos, Borís Gorbachevski, que dedicó todo un libro de la Gran Guerra Patria: 

La gente avanza automáticamente y muchos mueren, pero ya no nos pertenecemos a nosotros mismos, el incomprensible y salvaje combate se apoderó de nosotros. Explosiones, trozos de proyectiles y balas quebraron las filas de los soldados y están rompiendo en pedazos a los vivos y a los muertos. ¿Cómo puede soportarlo la gente? ¿Cómo salvarse en este infierno? El ruido de la batalla ahoga los desesperados gritos de los heridos, los sanitarios corren de un lado para otro entre estos horribles gritos y el fuego intenso, arriesgando su vida; arrastran a los lesionados y a los sangrantes a los embudos producidos por la explosión de los proyectiles. Dejamos de reconocernos en medio del zumbido y el silbido de los proyectiles. Caras empalidecidas, labios apretados. Alguien está llorando y las lágrimas mezcladas con el sudor y el lodo corren por la cara cegando los ojos. Algunos se ven con el pantalón mojado a causa del trauma, otros se encuentran peor aún. Uno intenta santiguarse corriendo, mirando al cielo con una súplica. Otro está llamando a una tal Maruska.

En todos los recuerdos sobre las batallas de Rzhev hay referencias a una cantidad asombrosa de muertos: en un pequeño trozo de tierra perdieron la vida más de dos millones de personas. Los soldados fallecidos estaban puestos unos encima de los otros en tres pisos. No había posibilidad de enterrarlos. Por razones sanitarias y para evitar el saqueo se tomó la decisión de incinerar los cuerpos. No se hizo el registro de los muertos, ya que no había tiempo para eso.[cita requerida]
Durante el frío invierno de 1942, cuando era imposible excavar trincheras a causa de las bajas temperaturas, se construyó una especie de barrera formada por los miles de cuerpos de soldados fallecidos y agua que se les echaba por encima para que se congelara, componiendo una pared compacta. Estos terraplenes defendían a los soldados. Así era como los muertos ayudaban a los vivos. Cuando llegó la primavera, los soldados fueron enterrados.
La hazaña del comandante de Ejército Mijaíl Efremov ocupa un lugar especial en la historia de la operación militar de Rzhev. Su sitiado 33.º Ejército estaba perdiendo las últimas fuerzas cuando llegó un avión para recoger al general. Efremov tomó la decisión de quedarse con sus soldados y murió cerca de Viazma tratando de romper el sitio: tras ser herido tres veces se suicidó para evitar ser capturado. Los alemanes rindieron homenaje al general antes de enterrarlo y hasta incitaron a sus soldados a seguir el ejemplo del oficial ruso.[cita requerida]
Solo como resultado de la cuarta ofensiva, los alemanes retrocedieron. La noche del 2 de marzo de 1943 abandonaron Rzhev y, al día siguiente, el Ejército Rojo entró en la ciudad. Rzhev estaba en ruinas: de 20 000 personas que había en la localidad cuando empezó la ocupación, quedaban 150; de 5400 edificios, permanecían en pie menos de 300.